# Temporada 1977-78 de los Buffalo Braves
La temporada 1977-78 fue la octava de los Buffalo Braves en la NBA, y la última en la costa este del país, ya que a partir de la temporada siguiente se convertirían en los San Diego Clippers, mudándose a California. La temporada regular acabó con 27 victorias y 55 derrotas, ocupando el décimo puesto de la conferencia Este, no logrando clasificarse para los playoffs.

## Elecciones en elDraft
| Ronda | Puesto | Jugador       | Posición | Nacionalidad   | Universidad |
| ----- | ------ | ------------- | -------- | -------------- | ----------- |
| 2     | 24     | Larry Johnson | Escolta  | Estados Unidos | Kentucky    |

## Temporada regular
| División Central     | División Central | División Central | División Central | División Central | División Central | División Central | División Central | División Central |
| Equipo               | G                | P                | %                | PD               | Casa             | Fuera            | Div              |                  |
| -------------------- | ---------------- | ---------------- | ---------------- | ---------------- | ---------------- | ---------------- | ---------------- | ---------------- |
| y-Philadelphia 76ers | 55               | 27               | .671             | –                | 37–4             | 18–23            | 14–2             |                  |
| x-New York Knicks    | 43               | 39               | .524             | 12               | 29–12            | 14–27            | 7–9              |                  |
| Boston Celtics       | 32               | 50               | .390             | 23               | 24–17            | 8–33             | 8–8              |                  |
| Buffalo Braves       | 27               | 55               | .329             | 28               | 20–21            | 7–34             | 7–9              |                  |
| New Jersey Nets      | 24               | 58               | .293             | 31               | 18–23            | 6–35             | 4–12             |                  |

## Estadísticas
| Rk | Jugador         | Edad | P  | PT | MP   | TC  | TCI  | %TC  | TL  | TLI | %TL  | RO  | RD  | RT   | AS  | RB  | TAP | BP  | FP  | PTS  |
| -- | --------------- | ---- | -- | -- | ---- | --- | ---- | ---- | --- | --- | ---- | --- | --- | ---- | --- | --- | --- | --- | --- | ---- |
| 1  | Billy Knight    | 25   | 53 |    | 40.7 | 8.6 | 17.5 | .494 | 5.7 | 7.0 | .809 | 2.4 | 4.8 | 7.2  | 3.0 | 1.5 | 0.2 | 3.2 | 2.6 | 22.9 |
| 2  | Randy Smith     | 29   | 82 |    | 40.4 | 9.6 | 20.7 | .465 | 5.4 | 6.8 | .800 | 1.3 | 2.4 | 3.8  | 5.6 | 2.1 | 0.1 | 3.5 | 2.7 | 24.6 |
| 3  | Swen Nater      | 28   | 78 |    | 35.6 | 6.4 | 12.7 | .504 | 2.7 | 3.5 | .765 | 3.6 | 9.6 | 13.2 | 2.8 | 0.5 | 0.6 | 2.9 | 3.5 | 15.5 |
| 4  | John Shumate    | 25   | 18 |    | 32.8 | 4.2 | 8.4  | .497 | 4.1 | 5.5 | .747 | 1.8 | 5.3 | 7.1  | 3.2 | 0.8 | 0.5 | 2.6 | 3.2 | 12.4 |
| 5  | Marvin Barnes   | 25   | 48 |    | 28.7 | 4.7 | 11.3 | .416 | 2.4 | 3.2 | .745 | 2.2 | 5.0 | 7.3  | 2.4 | 1.2 | 1.5 | 2.2 | 4.1 | 11.8 |
| 6  | Chuck Williams  | 31   | 73 |    | 27.4 | 2.8 | 6.0  | .477 | 1.6 | 1.9 | .826 | 0.4 | 1.5 | 1.9  | 4.3 | 0.7 | 0.1 | 2.1 | 1.9 | 7.3  |
| 7  | Larry McNeill   | 27   | 37 |    | 23.6 | 4.2 | 9.1  | .462 | 3.5 | 4.2 | .833 | 2.1 | 3.0 | 5.1  | 1.2 | 0.5 | 0.3 | 1.6 | 2.7 | 11.9 |
| 8  | Wil Jones       | 30   | 79 |    | 21.7 | 2.9 | 6.5  | .440 | 1.1 | 1.5 | .706 | 1.3 | 2.9 | 4.2  | 1.5 | 0.9 | 0.5 | 1.7 | 3.2 | 6.8  |
| 9  | Bird Averitt    | 25   | 34 |    | 19.9 | 3.8 | 8.7  | .436 | 1.9 | 2.8 | .667 | 0.3 | 1.2 | 1.5  | 3.8 | 0.6 | 0.2 | 2.6 | 2.5 | 9.5  |
| 10 | Bill Willoughby | 20   | 56 |    | 19.3 | 2.8 | 6.5  | .430 | 1.1 | 1.4 | .800 | 1.4 | 2.6 | 3.9  | 0.7 | 0.4 | 0.8 | 1.0 | 2.3 | 6.7  |
| 11 | Ted McClain     | 31   | 41 |    | 17.7 | 2.0 | 4.5  | .440 | 1.2 | 1.5 | .794 | 0.3 | 1.6 | 1.8  | 3.0 | 1.0 | 0.0 | 1.7 | 2.1 | 5.2  |
| 12 | Mike Glenn      | 22   | 56 |    | 16.9 | 3.5 | 6.6  | .527 | 0.9 | 1.2 | .785 | 0.3 | 1.2 | 1.4  | 1.4 | 0.6 | 0.1 | 0.9 | 1.8 | 7.9  |
| 13 | Jim McDaniels   | 29   | 42 |    | 16.5 | 2.4 | 5.6  | .427 | 0.9 | 1.0 | .857 | 1.1 | 3.2 | 4.3  | 1.0 | 0.1 | 0.9 | 1.2 | 2.7 | 5.6  |
| 14 | Scott Lloyd     | 25   | 56 |    | 10.1 | 1.2 | 2.9  | .425 | 0.8 | 1.0 | .741 | 0.8 | 1.3 | 2.1  | 0.6 | 0.2 | 0.2 | 0.6 | 1.5 | 3.2  |
| 15 | Gary Brokaw     | 24   | 13 |    | 10.0 | 1.4 | 3.3  | .419 | 1.4 | 1.8 | .750 | 0.2 | 0.7 | 0.9  | 1.5 | 0.2 | 0.4 | 0.9 | 0.8 | 4.2  |
| 16 | Larry Johnson   | 23   | 4  |    | 9.5  | 0.8 | 3.3  | .231 | 0.0 | 0.5 | .000 | 0.3 | 1.0 | 1.3  | 1.8 | 1.3 | 0.5 | 0.8 | 0.8 | 1.5  |
| 17 | Gus Gerard      | 24   | 10 |    | 8.5  | 1.6 | 4.0  | .400 | 1.1 | 1.5 | .733 | 0.6 | 0.8 | 1.4  | 0.9 | 0.2 | 0.3 | 0.7 | 1.3 | 4.3  |
| 18 | Eddie Owens     | 24   | 8  |    | 7.9  | 1.1 | 2.6  | .429 | 0.4 | 0.8 | .500 | 0.6 | 0.6 | 1.3  | 0.6 | 0.1 | 0.0 | 0.4 | 1.1 | 2.6  |

## Galardones y récords
| Jugador     | Galardón                                 |
| Randy Smith | All-Star MVP del All-Star Game de la NBA |